# Santanamekar
Santanamekar is een bestuurslaag in het regentschap Tasikmalaya van de provincie West-Java, Indonesië. Santanamekar telt 3525 inwoners (volkstelling 2010).